# 이케다촌 (기후현 이비군)
이케다촌(일본어: 池田村)은 일본 기후현 이비군에 있던 촌이다. 현재의 이케다정에 해당한다.

## 역사
- 1889년 7월 1일 - 오노군의 일부와 이케다군이 합병해 이비군이 성립하였다.
- 1897년 4월 1일 - 6개 촌이 합병해 이케다촌이 성립하였다.
- 1950년 4월 1일 - 안파치군 기타히라노촌의 일부를 편입하였다.
- 1950년 8월 1일 - 혼고촌과 합병해, 온치촌이 성립하여, 동일 이케다촌은 폐지되었다.

## 교통

### 철도
- 긴키 닛폰 철도
  - 요로선

## 참고 문헌
- 角川日本地名大辞典編纂委員会,『角川日本地名大辞典 21 岐阜県』1980, 角川書店